# 马特乌斯莱米
马特乌斯莱米是巴西米纳斯吉拉斯州的一个市镇。总面积302.589平方公里，总人口25627人，人口密度84.7人/平方公里。